# 鐵票
鐵票（Iron vote），又稱死忠選民；指一個選民的選舉投票意向早有決定，不會受外界建議而影響，也不被民調所左右。
「死忠選民」通常指某些選民長期支持某政黨或某派系，他們不會改變意志，只會受相同的外在因素強化，例如受到所屬社團、團體的表揚、或者群體認同。有時候，當一個候選人離開其政黨，死忠選民即不再給予支持。
「死忠選民」有時指某政治人物的忠誠愛好者。
相對於「死忠選民」的，又有中立選民或中間選民，他們每次選舉時支持的對象不一樣，會投給不同政治色彩的政黨，此稱為搖擺選民。
建立「死忠選民」的途徑，必須由平時細水長流做起，必須一直籠絡支持者，提出該等選民喜愛的政策；反言之，一朝一夕的政治表演，很難獲得「死忠選民」。反之，屢屢不滿的「死忠選民」，也可能由轉化成為中立選民。
「鐵票」的好處是令政黨（派系、政團）可以得到穩定的支持基礎，即使落敗亦可以有一定的民意基礎。另一方面，政黨需要在乎「死忠選民」，因為鐵票提供了政黨穩定的選票基礎，在政治術語中，稱做「基本盤」，所以為了維護基本盤，需要保持政黨的立場與政策的一致性，強化基本盤成員的身分認同，避免政黨頹廢。

## 相關
- 民意調查
- 民主
- 競選
- 公投
- 普選
- 選舉地理學